# Bega (Australie)
Pour les articles homonymes, voir Bega.
Bega est une ville australienne située dans la zone d'administration locale de la vallée de la Bega, dont elle est le chef-lieu, en Nouvelle-Galles du Sud.

## Géographie
Bega est une petite ville située dans la vallée du fleuve du même nom, dont elle constitue le centre économique. Elle est célèbre pour son fromage, le « Bega Cheese », exporté dans le monde entier.
Les températures minimales et maximales moyennes sont respectivement de 8,3 °C et 22,2 °C. La moyenne des précipitations annuelles est de 865,7 mm.

## Démographie
| 2011  | 2016  | 2021  |
| ----- | ----- | ----- |
| 4 155 | 4 141 | 4 368 |

## Personnalités liées à la commune
- La chanteuse Lenka est née à Bega.